# Red (singolo Taylor Swift)
Red è un brano musicale della cantautrice statunitense Taylor Swift, pubblicato come secondo singolo promozionale e successivamente sesto singolo ufficiale del suo quarto album in studio Red. Il brano è stato presentato in anteprima ai BBC Radio 1 Teen Awards.

## Accoglienza
Marc Hogan di Spin scrisse che le varie influenze musicali del brano non funzionavano particolarmente bene: “Un corposo brano pop rock con un beat da pista da ballo, sfumature metalliche, orchestrazione adult-contemporary, ed effetti vocali distorti da brano commerciale, ci sono gli elementi più svariati. E il testo del brano paragona un amore perduto, che viene rimpianto appassionatamente ma non dato per perduto per sempre come spesso si fa, a ‘guidare una Maserati in un vicolo chiuso' come se Taylor Swift stesse scimmiottando Rick Ross.” Grady Smith di Entertainment Weekly scrisse: "(I)n un certo senso mi ha deluso. (...) Sul serio, mi asepttavo che uscisse qualche altra tonalità, cosa che non è accaduta. (...) Ho trovato che anche dal punto di vista del testo (...) alcuni versi (...) manchino di quel tocco frizzante e mordente che di solito contraddistingue Taylor Swift. E considerando che si tratta di una canzone tutta incentrata sull'espressione in colori delle emozioni, il ritratto che ne emerge è piuttosto sfocato. (...) Dove sono il dramma, la sensualità, l'abbandono alla passione? La produzione all'acqua di rose fa sbiadire tutto. Questo non significa che sia una brutta canzone, solo una canzone che lascia indifferenti."
Rebecca Macatee di E! Online scrisse che il testo era un arcobaleno di forti emozioni: ”Attraversa miriadi di colori nel descrivere i suoi sentimenti... Non sappiamo di che colore sia il cuore di Taylor Swift, ma di sicuro è una bella persona”. Laurence di Music City Post sottolineò la forza della melodia del brano: “Con un testo da cuore in mano (...) e un robusto assolo di chitarra, ‘Red’ non ha mezze misure". Rolling Stone scrisse che la canzone concilia i brani da cuore spezzato della cantante con un ritmo radiofonico, e che "con l'accompagnamento di banjo, archi e chitarre, Taylor Swift sfoggia un testo semplice ma efficace[.]" The Pop Fairy scrisse una recensione critica: "“Red” è un'altra canzone d'amore della beniamina d'America. (...) L'unica cosa che contraddistingue la canzone è anche la più insopportabile, quel ‘R-R-Red’ elettronico ripetuto dopo il ritornello.”

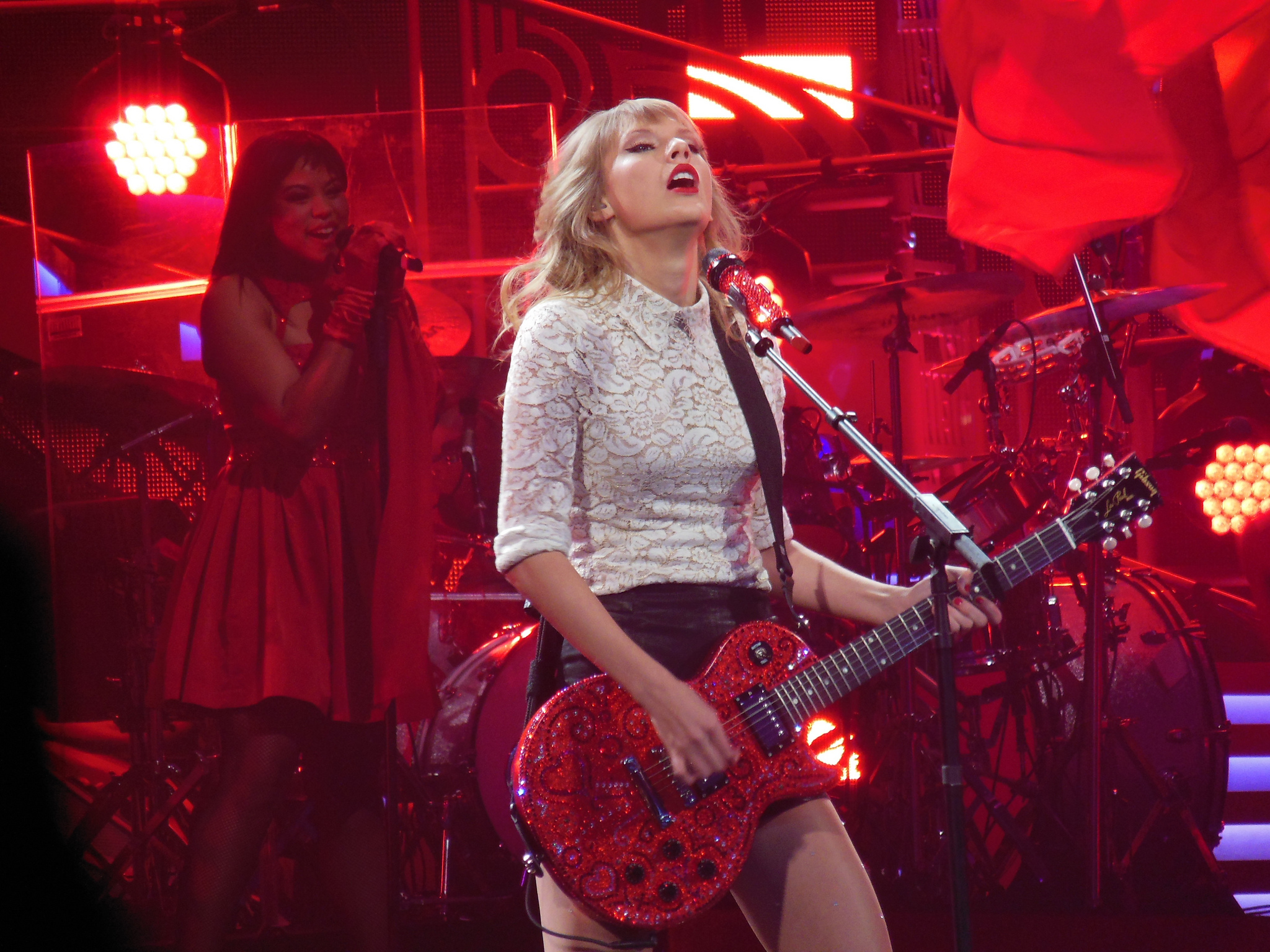
Taylor Swift - Red Tour

Billy Dukes di Taste of Country diede una recensione molto positiva: "...‘Red’ ha forse il miglior testo dell'album. Si tratta di un punto focale nella scrittura di Taylor Swift, che maneggia i colori come una pittrice provetta, e questa canzone è la sua Cappella Sistina."

## Tracce
Download digitale
1. Red – 3:43

## Successo commerciale
In seguito all'esibizione live, il singolo ha debuttato alla posizione numero ventisei della Official Singles Chart. Nella settimana successiva ha debuttato alla numero 6 della Billboard Hot 100 e alla 2 della Hot Digital Songs, grazie ai 312.000 download realizzati.

## Classifiche
| Classifica            | Posizione massima |
| --------------------- | ----------------- |
| Australia             | 30                |
| Canada                | 5                 |
| Francia               | 103               |
| Irlanda               | 25                |
| Nuova Zelanda         | 14                |
| Regno Unito           | 26                |
| Spagna                | 46                |
| Stati Uniti           | 6                 |
| Stati Uniti (Country) | 2                 |

## Red (Taylor's Version)
In seguito alla controversia con la sua precedente casa discografica e la vendita dei master delle pubblicazioni precedenti al suo contratto con la Republic Records, Swift ha cominciato a ri-registrare tutta la sua discografia dal 2006 al 2019, includendo anche brani non inclusi in alcun album in studio. Ogni reincisione presenta la dicitura Taylor's Version nel titolo, per distinguerla dall'incisione originale e quindi dal master non di proprietà della cantautrice.
Il 12 novembre 2021 Taylor Swift ha ripubblicato il brano sotto il nome Red (Taylor's Version), incluso nell'album omonimo.

### Classifiche
| Classifica (2021) | Posizione massima |
| ----------------- | ----------------- |
| Australia         | 12                |
| Canada            | 12                |
| Irlanda           | 9                 |
| Nuova Zelanda     | 15                |
| Perù              | 174               |
| Regno Unito       | 22                |
| Singapore         | 4                 |
| Stati Uniti       | 25                |
| Sudafrica         | 78                |